# Монро, Вилли
Вилли Монро младший (англ. Willie Monroe Jr.; род. 17 декабря 1986, Рочестер, Нью-Йорк, США) — американский боксёр-профессионал, выступающий в средней весовой категории. Дважды был претендентом на титул чемпиона мира (2015, 2017) в среднем весе.

## Профессиональная карьера
Дебют Монро состоялся в марте 2008 года в США.

### Чемпионский бой с Геннадием Головкиным
16 мая 2015 года в Инглвуде (Калифорния, США) состоялся бой Монро с чемпионом мира казахстанцем Геннадием Головкиным, в котором техническим нокаутом в 6-м раунде победил Головкин и защитил свой титул суперчемпиона по версии WBA в среднем весе. В этом бою Головкин трижды отправлял Монро в нокдаун, и после третьего раза Монро поднялся на ноги, но не захотел продолжать поединок. Этот поединок стал для Головкина 20-м подряд, в котором он нокаутировал своего соперника.

### Чемпионский бой с Билли Джо Сондерсом
16 сентября 2017 года в Лондоне (Великобритания) состоялся поединок Монро с чемпионом мира британцем Билли Джо Сондерсом, который победил Монро единогласным решением судей (111—117, 114—115, 112—117) и защитил титул чемпиона мира по версии WBO в среднем весе. Стартовые раунды поединка пошли в зачёт чемпиона, действовавшего точнее и быстрее Монро, но уже в 4-м раунде бой выровнялся. А вторая часть поединка изобиловала клинчами, вознёй и частыми вмешательствами рефери, и почти все раунды были близкими, так что их можно было отдать как в пользу чемпиона, так и претендента.

## Статистика профессиональных боёв
В таблице перечислены результаты всех поединков боксёров.
В каждой строке указан результат поединка. Дополнительно номер поединка обозначен цветом, который обозначает итог поединка. Расшифровка обозначений и цветов представлена в нижеследующей таблице.
| Пример | Расшифровка                     |
| ------ | ------------------------------- |
|        | Победа                          |
|        | Ничья                           |
|        | Поражение                       |
|        | Планируемый поединок            |
|        | Поединок признан несостоявшимся |
| КО     | Нокаут                          |
| ТКО    | Технический нокаут              |
| PTS    | Решение судей (по очкам)        |
| UD     | Единогласное решение судей      |
| MD     | Решение большинства судей       |
| SD     | Раздельное решение судей        |
| RTD    | Отказ от продолжения боя        |
| DQ     | Дисквалификация                 |
| NC     | Поединок признан несостоявшимся |

| 27 поединков, 24 победы (6 нокаутов), 3 поражения | 27 поединков, 24 победы (6 нокаутов), 3 поражения | 27 поединков, 24 победы (6 нокаутов), 3 поражения | 27 поединков, 24 победы (6 нокаутов), 3 поражения | 27 поединков, 24 победы (6 нокаутов), 3 поражения                                 | 27 поединков, 24 победы (6 нокаутов), 3 поражения | 27 поединков, 24 победы (6 нокаутов), 3 поражения | 27 поединков, 24 победы (6 нокаутов), 3 поражения |
| Бой                                               | Рекорд                                            | Дата боя                                          | Соперник                                          | Место проведения боя                                                              | Раундов, время                                    | Дополнительно |                                                   |
| ------------------------------------------------- | ------------------------------------------------- | ------------------------------------------------- | ------------------------------------------------- | --------------------------------------------------------------------------------- | ------------------------------------------------- | --- | ------------------------------------------------- |
| 27                                                | 24-3                                              | 1 июня 2019                                       | Уго Сентено-младший (27-2)                        | Soboba Casino, Сан-Джасинто, Калифорния, США                                      | UD (10)                                           | Счёт: 98-92, 97-93, 96-94. |                                                   |
| 26                                                | 23-3                                              | 24 августа 2018                                   | Хавьер Франсиско Масьель (33-6)                   | Minneapolis Armory, Миннеаполис, Миннесота, США                                   | UD (10)                                           | Счёт: 99-91, 100-90 дважды. |                                                   |
| 25                                                | 22-3                                              | 3 марта 2018                                      | Карлос Гальван (16-6-1)                           | Барклайс-центр, Бруклин, Нью-Йорк, США                                            | UD (8)                                            | Счёт: 80-71, трижды. |                                                   |
| 24                                                | 21-3                                              | 16 сентября 2017                                  | Билли Джо Сондерс (24-0)                          | Copper Box Arena, Queen Elizabeth Olympic Park, Хакни Уик, Лондон, Великобритания | UD (12)                                           | Счёт: 111-117, 114-115, 112-117. Бой за титул чемпиона мира по версии WBO в среднем весе (2-я защита Сондерса). |                                                   |
| 23                                                | 21-2                                              | 17 сентября 2016                                  | Габриэль Росадо (23-9)                            | AT&T-стэдиум, Арлингтон, Техас, США                                               | UD (12)                                           | Счёт: 118-110, 117-111, 116-112. Завоевал вакантный титул чемпиона по версии WBO Inter-Continental в среднем весе. |                                                   |
| 22                                                | 20-2                                              | 11 июня 2016                                      | Джон Томпсон (17-2)                               | Верона, Нью-Йорк, США                                                             | UD (10)                                           | Счёт: 96-92, 95-93, 99-89. |                                                   |
| 21                                                | 19-2                                              | 16 мая 2015                                       | Геннадий Головкин (32-0)                          | Forum, Инглвуд, Калифорния, США                                                   | TKO 6 (12), 0:45                                  | Бой за титул суперчемпиона по версии WBA (14-я защита Головкина), по версии IBO (11-я защита Головкина), по версии временного чемпиона WBC (2-я защита Головкина). Монро два раза в нокдауне во 2-м раунде и один раз в 6-м раунде. |                                                   |